# Rachele Scarpa
Rachele Scarpa (Treviso, 29 gennaio 1997) è una politica italiana, dal 13 ottobre 2022 deputata per il Partito Democratico, la più giovane parlamentare della XIX legislatura della Repubblica Italiana con i suoi 25 anni, 8 mesi e 16 giorni al momento dell'insediamento.

## Biografia
Nata il 29 gennaio 1997 a Treviso, dove consegue il diploma di maturità classica con 89/100 al Liceo Ginnasio Antonio Canova nel 2016, si è laureata in Lettere antiche con 109/110 all'Università degli Studi di Padova nel 2021. È stata rappresentante d’istituto al liceo e rappresentante degli studenti all'università.
Inizia a fare politica all'età di 14 anni con la Rete degli Studenti Medi, dov'è stata coordinatrice provinciale di Treviso, coordinatrice regionale nel Veneto, membro dell'esecutivo nazionale, Responsabile Stampa e Comunicazione, passando poi con l'Unione degli universitari e aderisce al Partito Democratico (PD), di cui è da febbraio 2022 vicesegretaria comunale di Treviso e membro della Direzione regionale del Veneto.
Alle elezioni regionali in Veneto del 2020 si candida col PD, nella mozione del vicesindaco di Padova Arturo Lorenzoni, ottenendo 4.728 preferenze ma risultando la prima dei non eletti al consiglio regionale del Veneto.
Da gennaio a agosto 2022 è stata assistente dell'europarlamentare del PD Alessandra Moretti.
Alle elezioni politiche anticipate del 2022 viene candidata alla Camera dei deputati, per la lista elettorale Partito Democratico - Italia Democratica e Progressista come capolista nel collegio plurinominale Veneto 1 - 01, venendo eletta deputata. Nella XIX legislatura, dove risulta la più giovane parlamentare, è componente della 14ª Commissione Politiche dell'Unione Europea (2022-2023) e della 2ª Commissione Giustizia (dal 2023), oltre a farsi promotrice dell'emendamento alla legge di bilancio 2023 che ripristina il bonus per l'assistenza psicologica, stanziando 13.000.000 € anche per il biennio 2023/24.
Alle elezioni primarie del PD del 2023 sostiene nella corsa la mozione di Stefano Bonaccini, presidente della Regione Emilia-Romagna dal 22 dicembre 2014, facendo parte del suo comitato promotore, ma viene sconfitto dalla deputata del PD Elly Schlein.

## Vita privata
Dal 2020 è dichiaratamente bisessuale/pansessuale.